# Roadless Traction Ltd
Roadless Traction Ltd, plus communément dénommée Roadless, est une entreprise britannique de construction de machines agricoles fondée en 1919.
Son activité principale est la modification de tracteurs agricoles des marques Fordson et Ford pour les transformer en véhicules à quatre roues motrices. Elle disparaît en tant que constructeur en 1982, mais son nom reste utilisé par un fabricant de pièces détachées pour les modèles de collection.

## Histoire
C'est en 1919 que le colonel Philip Johnson fonde la Roadless Traction Ltd. Se basant sur ses observations des chars d'assaut de l'armée pendant la Première Guerre mondiale, il construit en 1922 des tracteurs à chenilles ainsi qu'un tracteur semi-chenillé, mais ce type de transformation reste rare.
Comme pour County, Roadless s'oriente par la suite vers l'adjonction d'un pont avant moteur à des tracteurs de série de constructeurs britanniques ou américains.
Ces constructeurs proposant, à partir des années 1970, leurs propres modèles à transmission intégrale, la production de Roadless diminue et la société est liquidée en 1982. Elle est rachetée à plusieurs reprises. À la fin des années 2010, Richard Haynes, propriétaire du nom, vend et refait des pièces détachées pour les modèles de collection.

## Productions

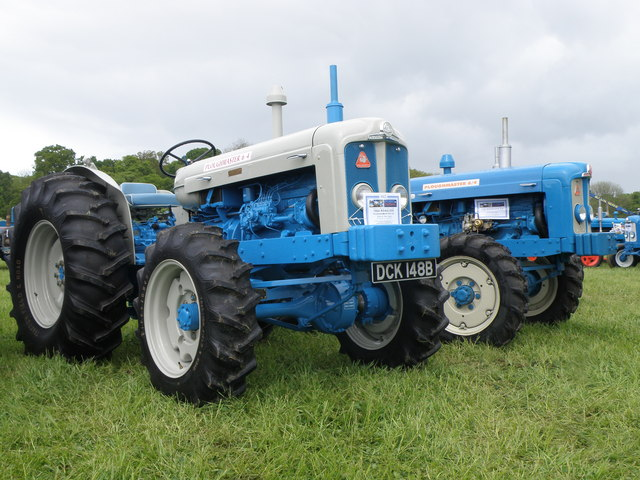
Roadless Ploughmaster 6/4 sur base Fordson Super Major.

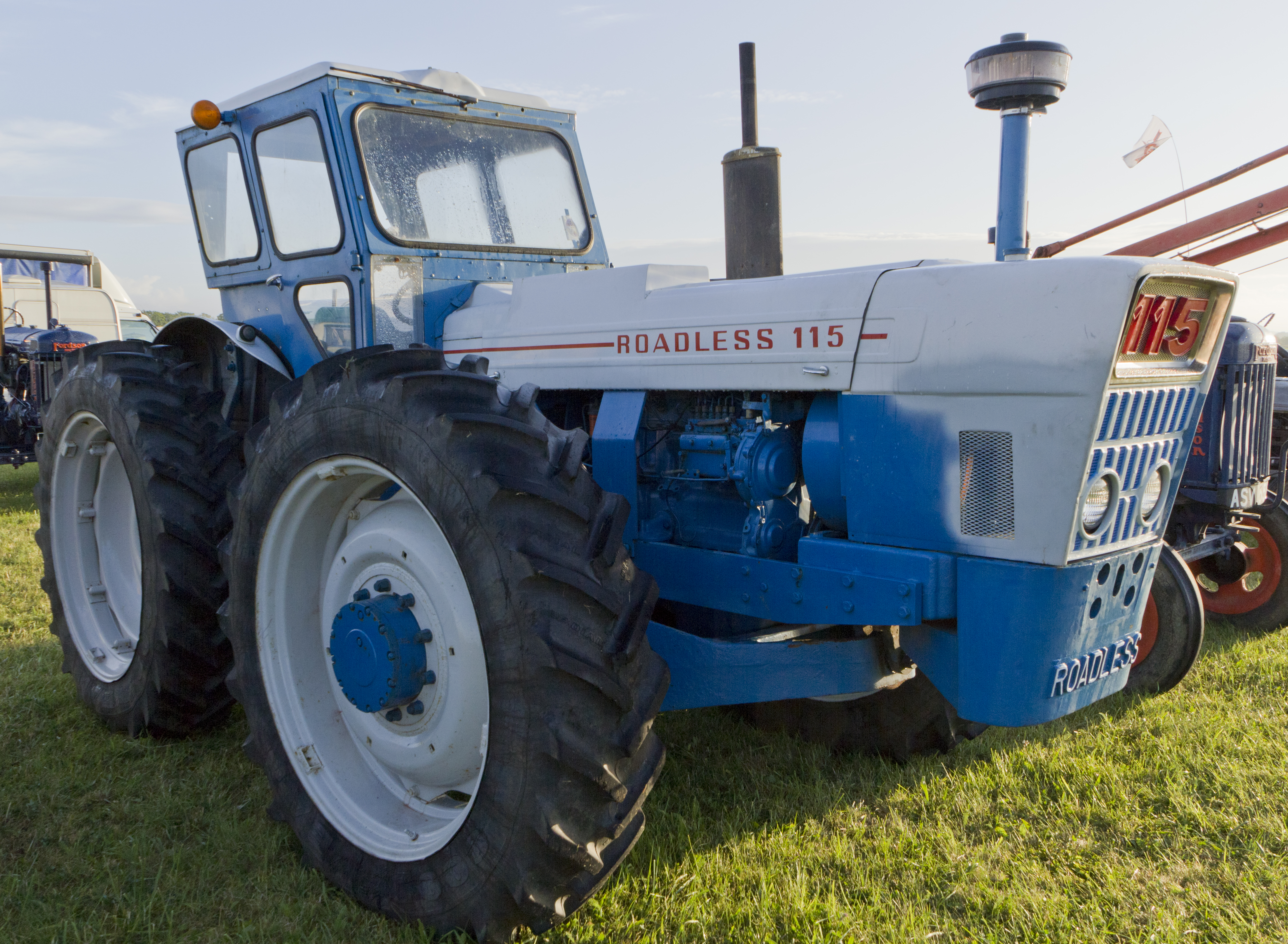
Roadless 115 sur base Ford 6000.

Roadless peut construire lui-même des tracteurs sur les bases de modèles du commerce, mais il fournit également des kits de conversion aux usines qui produisent les tracteurs Fordson puis Ford. Ces kits sont majoritairement des ponts avant moteurs, mais également des dispositifs permettant le montage de roues avant jumelées (dissposition « row-crop ») pour une utilisation dans les cultures en lignes.
De manière plus marginale, Roadless fournit aussi les mêmes kits de conversion à l'usine International Harvester de Doncaster.
Les tracteurs Roadless semi-chenillés sont utilisés par la Royal Air Force pendant la Seconde Guerre mondiale pour tracter les avions ou les remorques de munitions sur les terrains, ou encore pour tondre l'herbe des pistes.